# Спрага над струмком
«Спрага над струмком» (рос. «Жажда над ручьём») — радянський художній фільм 1968 року, знятий на кіностудії «Мосфільм».

## Сюжет
У пошуках цікавого життя Ліза їде не на південь, а в тундру, і влаштовується там помічницею гідролога пошукової партії Льоші. Незабаром молоді люди вирішують одружитися. Через тривалу заметіль до них не ходять гості, час від часу молодята сваряться, до Лізи повертається хандра — і молода дружина вирішує виїхати…

## У ролях
- Тамара Совчі — Ліза
- Олександр Павлов — Льоша
- Анатолій Грачов — епізод
- Лев Дуров — начальник партії
- Віктор Уральський — Борис
- Володимир Протасенко — епізод
- Павло Лебешев — епізод
- Володимир Ліппарт — епізод
- Володимир Агурейкін — епізод
- Сергій Гуськов — епізод
- Катерина Савінова — Оля, дружина Івана, продавчиня магазину
- Веніамін Філімонов — епізод

## Знімальна група
- Режисери — Юрій Калєв, Костянтин Осін
- Сценарист — Юліу Едліс
- Оператор — Віктор Шейнін
- Композитор — Шандор Каллош
- Художник — Олексій Лебедєв